# Харрис, Люк
Люк Бернард Харрис (англ. Luke Bernard Harris; родился 3 апреля 2005) — валлийский футболист, атакующий полузащитник клуба «Фулхэм», выступающий на правах аренды за «Бирмингем Сити».

## Клубная карьера
Воспитанник футбольной академии лондонского клуба «Фулхэм». Летом 2022 года подписал свой первый профессиональный контракт с «дачниками». 20 октября 2022 года дебютировал в Премьер-лиге, выйдя на замену Андреасу Перейре в матче против бирмингемского клуба «Астон Вилла».

## Карьера в сборной
Выступал за юношеские сборные Уэльса разных возрастных категорий.
В сентябре 2022 года получил свой первый вызов в главную сборную Уэльса на матчи Лиги наций УЕФА против сборных Бельгии и Польши.